# Rivière Rouge (Laurentides)
Pour les articles homonymes, voir Rivière Rouge et Rouge (homonymie).
La rivière Rouge est une rivière située dans les Laurentides, dans la municipalité de Grenville-sur-la-Rouge, dans la municipalité régionale de comté (MRC) de Argenteuil, dans la région administrative des Laurentides, dans l'ouest du Québec, au Canada. Cette rivière de 161 km prend sa source au lac de la Fougère et coule vers le sud pour se jeter dans la rivière des Outaouais dont elle est un tributaire de la rive gauche. Ses 10 derniers kilomètres sont renommés pour le rafting.

## Toponymie
La vallée de la rivière Rouge a servi de voie de pénétration aux pionniers répondant aux appels à la colonisation du nord de Montréal émis par le curé François-Xavier-Antoine Labelle. Au Canada français, les diocèses catholiques exerçaient le rôle de planification pour l'implantation des paroisses et d'organisation des paroisses des territoires de colonisation.
Une carte de Franquelin, datée de 1699, indiquait la « rivière Rouge » comme le prolongement de la rivière du Nord. Des hypothèses ont été émises par les historiens quant à l'origine de cet hydronyme. L'hypothèse la plus vraisemblable fait le lien avec la teinte légèrement rougeâtre des eaux de la rivière, dû à l'oxydation de certains types de roches du Bouclier canadien que traverse la rivière. Cependant, son eau serait plus claire que celle des rivières avoisinantes. Une autre explication viendrait d'un gisement de craie rouge située au lac Nominingue que les Algonquins et les Iroquois utilisaient pour se peindre.
Coulant à la lisière ouest de la réserve faunique Rouge-Matawin, le terme rouge de cette rivière a été transposée à cette dernière.
Le toponyme rivière Rouge a été officialisé le 5 décembre 1968 par la Commission de toponymie du Québec.
La rivière a entre autres donné son nom à la réserve écologique de la Rivière-Rouge, à la réserve faunique Rouge-Matawin et aux communautés de Rivière-Rouge et de Grenville-sur-la-Rouge.

## Hydrographie
Les principaux bassins versants voisins de la Rivière Rouge sont :
- côté nord : rivière Maskinongé ;
- côté ouest : Petite rivière Saumon, rivière de la Petite Nation, rivière Maskinongé, rivière Nominingue ;
- côté est : rivière Kingham, rivière du Calumet, rivière Beaven, rivière du Diable, rivière Macaza, rivière Lenoir ;
- côté sud : rivière des Outaouais.

La Rouge prend sa source au lac de la Fougère, situé à l'extrémité nord du canton de Dupont, dans le territoire non organisé de Lac-Matawin à environ 550 m d'altitude.
À partir du lac Fougère, la rivière Rouge s'écoule vers le sud en traversant le lac Rouge formé par l'élargissement de la rivière. La rivière serpente sur toute la longueur de la limite ouest de la réserve faunique Rouge-Matawin qu'elle sépare de la zec de la Maison-de-Pierre. À la sortie de la réserve faunique, elle a déjà perdu plus de 275 m d'altitude.
Le paysage change aussi passant d'un plateau rocheux à une plaine sablonneuse et croise son premier village, L'Ascension, puis Rivière-Rouge, Labelle et La Conception. À une vingtaine de kilomètres en aval, celle-ci rencontre la rivière Nominingue et elle change alors son cours en direction sud-sud-est. Au terme d'un parcours de 161 km, la rivière Rouge se déverse sur la rive nord de la rivière des Outaouais entre le village de Calumet et la municipalité de Pointe-au-Chêne, sur le territoire de la municipalité régionale de comté (MRC) d'Argenteuil.
Dans le dernier segment long de 10 kilomètres, la rivière comporte plusieurs chutes et rapides, dont les Premier, Deuxième et Troisième rapides Nigger-Eddy. Parmi ses principaux tributaires, la rivière Rouge reçoit les eaux du :
- côté est : les rivières Lenoir, Macaza et la rivière du Diable, passant à Saint-Jovite ;
- côté ouest : la rivière Maskinongé et la rivière Nominingue.

Le bassin versant de la rivière Rouge couvre 5 543 km2. Le cours de la rivière est généralement paisible (sauf le dernier segment de 10 km) comportant de nombreux méandres en U et en S.

## Inondations de 2019
En fin avril 2019, les débits d'eau ont atteint 10 fois le débit normal en raison des fortes inondations dans la région. Craignant la rupture du barrage, les autorités ont évacué les citoyens en aval du barrage de Bells Fall.

## Histoire
La région fut habitée par les iroquois jusqu'à la fin du XIXe siècle. Sous la pulsion du curé François-Xavier-Antoine Labelle, la rivière servit de chemin de colonisation qui vit naître la plupart des communautés le long de son cours et de ses affluents. La centrale de la Chute Bell fut installée à 15 km de son embouchure en 1915.